# Resolutie 1295 Veiligheidsraad Verenigde Naties
Resolutie 1295 van de Veiligheidsraad van de Verenigde Naties werd unaniem door de VN-Veiligheidsraad aangenomen op 18 april 2000. De resolutie vroeg landen om meer maatregelen te treffen om de sancties tegen de Angolese rebellenbeweging UNITA te doen naleven.

## Achtergrond
Nadat Angola in 1975 onafhankelijk was geworden van Portugal keerden de verschillende onafhankelijkheidsbewegingen zich tegen elkaar om de macht. Onder meer Zuid-Afrika en Cuba bemoeiden zich in de burgeroorlog, tot ze zich in 1988 terugtrokken. De VN-missie UNAVEM I zag toe op het vertrek van de Cubanen. Een staakt-het-vuren volgde in 1990, en hiervoor werd de UNAVEM II-missie gestuurd. In 1991 werden akkoorden gesloten om democratische verkiezingen te houden die eveneens door UNAVEM II zouden worden waargenomen.

## Inhoud

### Waarnemingen
De Veiligheidsraad was gealarmeerd door de voortdurende burgeroorlog in Angola. Oorzaak daarvan was dat de rebellenbeweging UNITA haar verplichtingen onder het eerder afgesloten vredesakkoord niet nakwam. Er waren sancties tegen UNITA, maar die werden geschonden. De beweging kreeg wapens met bijhorende opleidingen en huurlingen.

### Handelingen

#### A (schending van de sancties tegen UNITA)
Er werd benadrukt dat alle lidstaten verplicht waren de maatregelen tegen UNITA die werden opgelegd met de resoluties 864, 1127 en 1173 op te volgen. Secretaris-Generaal Kofi Annan werd gevraagd om gedurende zes maanden de vermeende schendingen te laten onderzoeken door vijf experts. Tegen 18 november zouden dan maatregelen volgen tegen landen die de sancties schonden en tegen UNITA zelf.

#### B (wapentrafiek)
Alle landen werd gevraagd waakzaam te zijn om wapenleveringen aan niet-geautoriseerde gebruikers of bestemmingen te voorkomen. Landen waar wapens werden gemaakt of uitgevoerd werden uitgenodigd conferenties te houden om de wapenstroom naar Angola tegen te houden. Ook lidstaten van de SADC werd gevraagd hieraan deel te nemen.

#### C (olie en olieproducten)
Er werd ook aangezet tot een conferentie over de illegale olieleveringen aan UNITA. De SADC werd gevraagd grenstoezicht te houden aan Angola om de smokkel tegen te gaan. De organisatie werd gevraagd het voortouw te nemen tegen de illegale brandstofleveringen aan UNITA.

#### D (diamanthandel)
De illegale verhandeling van diamant vormde een belangrijke bron van inkomsten voor UNITA. Landen met diamanthandel werd gevraagd zware straffen op te leggen voor het bezit van diamanten in strijd met resolutie 1173. Zo had België al stappen in die richting aangekondigd. België werd gevraagd verdere maatregelen te nemen om de diamantmarkt af te sluiten voor UNITA, en andere landen met diamantmarkten werd gevraagd hetzelfde te doen.

#### E (financiële maatregelen)
Landen werden aangemoedigd een conferentie van experts te houden om te proberen de financiële maatregelen die met resolutie 1173 waren genomen te versterken. Hun werd gevraagd met hun financiële instellingen te zoeken naar de betrokken fondsen en die te bevriezen.

#### F (reisbeperkingen)
Het was van belang dat alle landen UNITA-functionarissen en hun familie van hun grondgebied weerden en de reisdocumenten van zij die daar reeds verbleven in te trekken. Het Comité werd gevraagd de lijst van die personen bij te werken.

#### G (bijkomende stappen)
De SADC-landen werd gevraagd bijkomende maatregelen te overwegen om het luchtverkeer in de regio te controleren om illegale grensoverschrijdende vluchten op te sporen. Landen in de buurt van Angola werden opgeroepen het schenden van de sancties tegen UNITA strafbaar te maken. De Secretaris-Generaal werd gevraagd de samenwerking tussen de VN en internationale organisaties als Interpol te versterken om de sancties beter af te dwingen en ook een publieke informatiecampagne te organiseren over die sancties.

## Verwante resoluties
- Resolutie 1268 Veiligheidsraad Verenigde Naties (1999)
- Resolutie 1294 Veiligheidsraad Verenigde Naties
- Resolutie 1336 Veiligheidsraad Verenigde Naties (2001)
- Resolutie 1348 Veiligheidsraad Verenigde Naties (2001)

Lijst ·  1285 ·  1286 ·  1287 ·  1288 ·  1289 ·  1290 ·  1291 ·  1292 ·  1293 ·  1294 ·  1295 ·  1296 ·  1297 ·  1298 ·  1299 ·  1300 ·  1301 ·  1302 ·  1303 ·  1304 ·  1305 ·  1306 ·  1307 ·  1308 ·  1309 ·  1310 ·  1311 ·  1312 ·  1313 ·  1314 ·  1315 ·  1316 ·  1317 ·  1318 ·  1319 ·  1320 ·  1321 ·  1322 ·  1323 ·  1324 ·  1325 ·  1326 ·  1327 ·  1328 ·  1329 ·  1330 ·  1331 ·  1332 ·  1333 ·  1334